# 布穆尔
布穆尔（法語：Boumourt，法語發音：[bumuʁ]）是法国大西洋比利牛斯省的一个市镇，位于该省北部偏东，属于波城区。

## 地理
布穆尔（43°26'36"N, 0°31'17"W）面积8.03 平方千米，位于法国新阿基坦大区大西洋比利牛斯省，该省份为法国东南部省份，涵盖了贝阿恩与北巴斯克，西临大西洋比斯開灣，北至朗德省，东北接热尔省，东临上比利牛斯省，南与西班牙接壤。
与布穆尔接壤的市镇（或旧市镇、城区）包括：阿尔诺斯、卡斯泰德卡米、塞斯科、马兹罗勒、于藏。

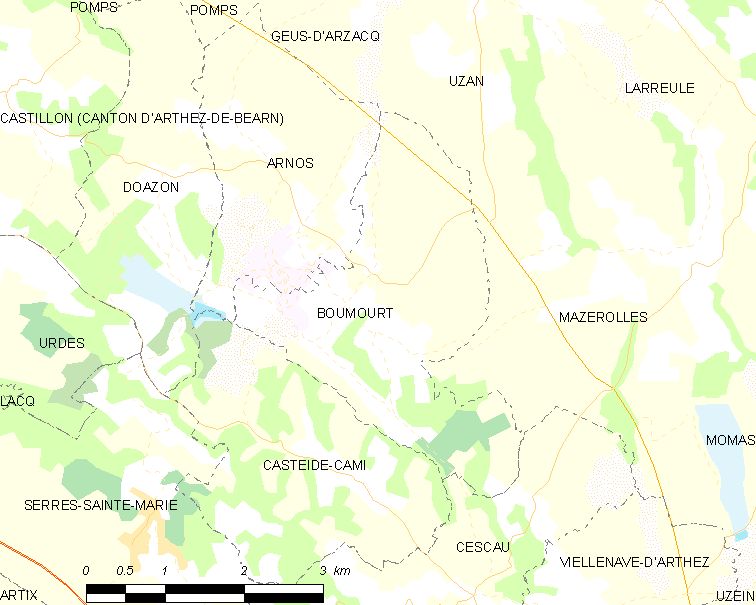
布穆尔的OSM定位图

布穆尔的时区为UTC+01:00、UTC+02:00（夏令时）。

## 行政
布穆尔的邮政编码为64370，INSEE市镇编码为64144。

## 政治
布穆尔所属的省级选区为阿尔蒂克斯和苏贝斯特尔地区县。

## 人口

1962-2008年间布穆尔人口变化图示

布穆尔于2022年1月1日时的人口数量为156人。